# Sarna (województwo warmińsko-mazurskie)
Sarna – osada w Polsce położona w województwie warmińsko-mazurskim, w powiecie ostródzkim, w gminie Małdyty.
W latach 1975–1998 miejscowość administracyjnie należała do województwa olsztyńskiego.
W roku 1973 jako osada Sarna należała do powiatu morąskiego, gmina i poczta Małdyty.